# Edmondo Roberti di Castelvero
Edmondo Roberti di Castelvero, noto anche come Edmondo Roberti di San Tommaso (Acqui, 1809 – Cagliari, 1888), è stato un politico italiano, deputato del Parlamento Subalpino e sindaco di Cagliari.